# Široko Selo
Široko Selo je naselje u Hrvatskoj u sastavu općine Sokolovca. Nalazi se u Koprivničko-križevačkoj županiji.

## Zemljopis
Zapadno su Ladislav Sokolovački i Trnovac Sokolovački, jugozapadno je Većeslavec, sjeverozapadno su Velika Branjska, Mala Branjska i Srijem, sjeverno je Mala Mučna, sjeverozapadno su Gornji Maslarac, Brđani Sokolovački, Donji Maslarac, Peščenik i Rovištanci, jugoistočno je Križ Gornji i Zrinski Topolovac.

## Stanovništvo
| broj stanovnika | 80    |       | 71    | 88    | 122   | 113   | 100   | 131   | 107   | 109   | 113   | 97    | 58    | 47    | 33    | 32    | 33    |
|                 | 1857. | 1869. | 1880. | 1890. | 1900. | 1910. | 1921. | 1931. | 1948. | 1953. | 1961. | 1971. | 1981. | 1991. | 2001. | 2011. | 2021. |